# スリリ
スリリ（Sulili、在位:紀元前21世紀頃？）は初期アッシリア王国時代のアッシリアの王。この時代のアッシリア王についてわかっていることはほとんど無く彼もその例外では無い。アッシリア王名表には、アミヌの息子と記録されているが、発見された彼の印章の記録からは、彼の父名はダキキと記録されている。これはシャムシ・アダド1世によるアッシリア王の系譜操作の痕跡と思われる。
彼の印章には「アッシュルは王（ルガル／シャルム）、ツィルル（スリリ）はアッシュルの副王（エンシ／イシアクム）｣とあり、（神格された国土としての）「アッシュール神」がアッシリアの王であり、人間の王はアッシュールに任命された副王であるという後のアッシリアの王権概念の原型が彼の時代に既に構築されていたことを示す。ここで、ルガル、エンシは楔形文字の表意文字のシュメル語の読み方であり、シャルム、イシアクムはアッシリア人の用いたアッカド語の読み方である。